# 薛楷莉
薛楷莉（1973年12月9日—），中華民國（臺灣）電視新聞主播、節目主持人、澳亞衛視總經理，現任醫院加護病房護理師。

## 學歷
- 喬治亞州立大學新聞學系學士
- 美和科技大學護理系學士

## 經歷
- TVBS主播、記者
- 中天新聞台主播、記者
- 超視主播
- 非凡新聞台主播、記者
- 東森廣播網主持人
- 東森購物台主持人
- 巨匠美語多益英文老師
- 醫院加護病房護理師

## 主播或主持節目
- 超視《超級黃金新聞雜誌》主持人
- 東森廣播網《早安新聞》主持人
- 中天新聞台《健康超給莉》主持人
- 廣播金鐘獎星光大道主持人
- 各大消費、精品記者會主持人

## 薛楷莉事件
2002年時，當時擔任TVBS主播的薛楷莉在新聞圈中名氣不小，但薛楷莉當年被旅居日本的畫家姚旭燈指控，她在1小時內大刷日本企業家德原榮玉信用卡，買下價值超過新台幣百萬元名錶，還拿現款10萬日圓，讓德原榮玉覺得自己被敲詐了，引爆轟動全台的「削凱子事件」。當時外界除了對新聞圈的隱私界線有許多討論；薛楷莉的主播名聲也大受影響；後來沒過多久，薛楷莉又爆出美國學位造假，TVBS最後批准了薛楷莉辭呈。
2004年，薛楷莉與顏冠得結婚。2013年5月，薛楷莉與顏冠得協議離婚，但薛楷莉指控顏冠得對女兒家暴且與簡姓女子小三有婚外情。2015年1月21日，士林地方法院裁定，薛楷莉獲得女兒監護權。

## 外部連結
- 薛楷莉的Facebook專頁